# Castelo de Huntly
O Castelo de Huntly localiza-se na povoação de Huntly, na Escócia.
Destacando-se por sua esplêndida arquitectura, o castelo serviu como residência de Barões por cinco séculos. Entre as suas atrações incluem-se fina escultura heráldica, e frisos de pedra entalhados. A primitiva fortificação foi defendida por Robert, o Bruce, no século XIV.

## Galeria

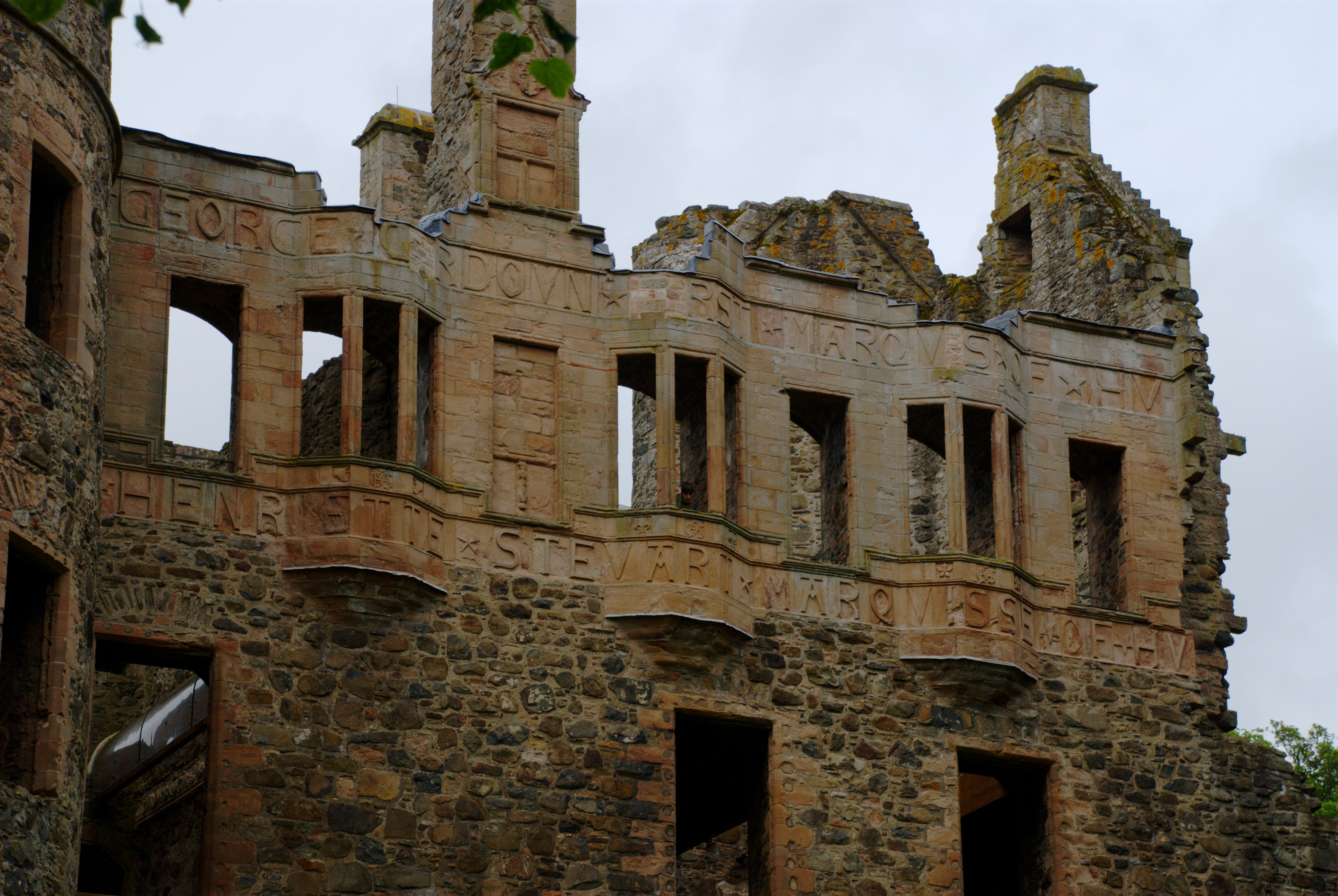
Inscrições na fachada.